# Luigi Fuin
Luigi Fuin detto Gegé (Cologna Veneta, 22 febbraio 1928 – Fiumicino, 5 novembre 2009) è stato un allenatore di calcio e calciatore italiano, di ruolo centrocampista.

## Caratteristiche tecniche

Una formazione della Lazio del 1953-1954: Fuin è l'ultimo accosciato a destra.

Mediano prestante fisicamente, in qualche stagione fu impiegato in posizione più avanzata nella quale dimostrò di possedere doti tecniche e di palleggio.

## Carriera
Ha disputato 10 campionati in Serie A, di cui due con il Palermo, sette con la Lazio e uno con la Juventus, totalizzando complessivamente 208 presenze e 3 reti in massima serie. Ha collezionato inoltre 18 presenze e 3 reti in Serie B, tutte con la maglia del Verona.

## Palmarès

### Club

#### Competizioni nazionali
- Coppa Italia: 1

Juventus: 1958-1959